# Єсаулка
Єсау́лка (рос. Есаулка) — присілок у складі Новокузнецького району Кемеровської області, Росія. Входить до складу Терсинського сільського поселення.

## Населення
Населення — 57 осіб (2010; 108 у 2002).
Національний склад (станом на 2002 рік):
- росіяни — 91 %